# Parmius longipes
Parmius longipes là một loài bọ cánh cứng trong họ Cleridae. Loài này được Sharp miêu tả khoa học năm 1877.